# بلوک ۸۴۰۶
بلوک ۸۴۰۶ (ویتنامی: Khối 8406) یک ائتلاف متحد از گروه‌های سیاسی در ویتنام است که از جنبش دموکراسی و اصلاحات دموکراتیک در این کشور حمایت می‌کند. این ائتلاف با صدور بیانیه‌ای اصلاحات دموکراتیک مورد نیاز در مورد آزادی و دموکراسی در این کشور را اعلام نمود. این بیانیه در ۸ آوریل ۲۰۰۶ صادر شد و توسط ۱۱۸ گروه مخالف که خواهان یک دولت چند حزبی بودند، امضا گردید. این حمایت بعداً به هزاران نفر رسید.

## اعضای برجسته بلوک ۸۴۰۶
کشیش کلیسای کاتولیک تادئوس وین وان لی در ۳۰ مارس ۲۰۰۷ به دلیل حمایت از مانیفست این گروه به هشت سال زندان محکوم شد. او در سال ۲۰۱۱ آزاد شد، اما سپس در همان سال به زندان بازگردانده شد.
وکیل و فعال کارگری تران کوک هین در محاکمه سال ۲۰۰۷ متهم به عضویت در بلوک ۸۴۰۶ شد، وی با اتهام «به خطر انداختن امنیت دولتی» به پنج‌سال زندان محکوم گردید. او همچنین مقالات انتقادی علیه دولت را به صورت آنلاین منتشر می‌کرد، مانند «دم»، شرح زندگی تحت کنترل دولت.
وی دوک هوی، مقام سابق حزب کمونیست، پس از ترک حزب در ۲۰۰۷ به بلوک پیوست. او در ۲۰۱۱ به دلیل «تبلیغات ضد دولتی» و پس از انتشار نسخه‌هایی از مقالات دموکراسی‌خواهانه در فضای مجازی، به زندان افتاد.